# Argyresthia pruniella
Espèce
Argyresthia pruniella est une espèce de lépidoptères (papillons) de la famille des Argyresthiidae.

## Description
Argyresthia pruniella  a une envergure de 10–13 mm.
Les ailes antérieures sont brun rougeâtre avec une bande dorsale blanche et une bande brune transversale sombre au milieu. Les antennes sont blanches avec des bandes brunes. Le long du bord inférieur des ailes antérieures, se trouve une rangée de taches blanches. Les ailes postérieures sont brunâtres et très étroites, avec de très longues franges. 
Les chenilles sont vert pâle avec une tête brune,.

## Biologie
Les chenilles sont oligophages. Les principales plantes hôtes sont le pommier, l'abricotier, le cerisier, le pêcher, le prunier, le poirier et le noisetier. 
La chenille vit dans les pousses. Le temps de vol va du début juillet à la fin août. Ces papillons sont attirés par la lumière. Ils sont considérés comme des ravageurs des cultures fruitères.

## Distribution
Cette espèce peut être trouvée dans la plupart des pays d'Europe, en Asie Mineure et en Amérique du Nord.

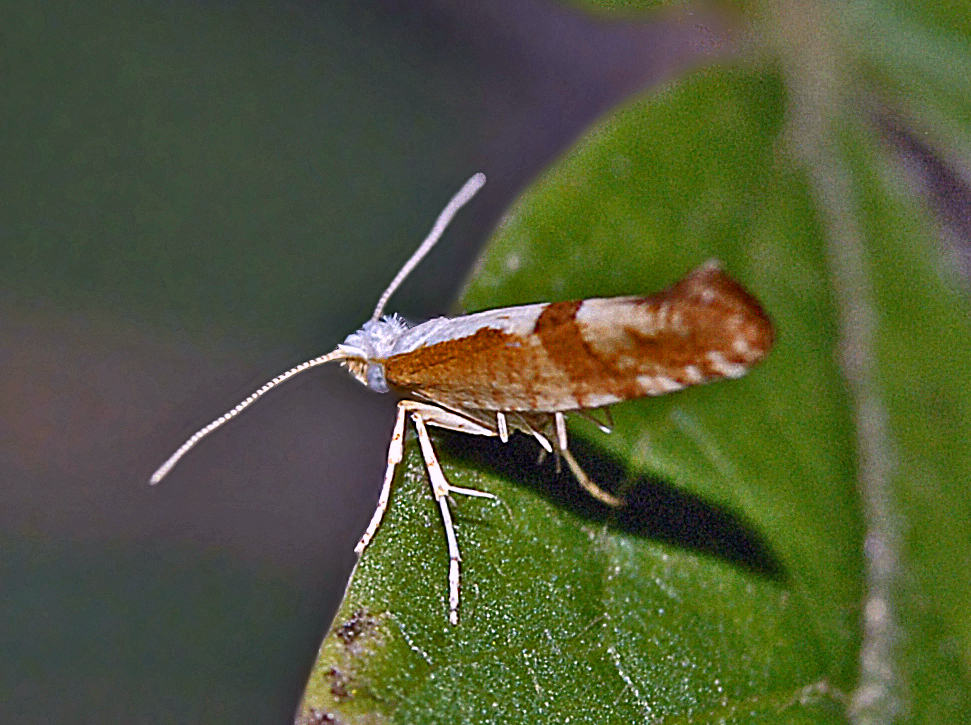
Vue latérale.
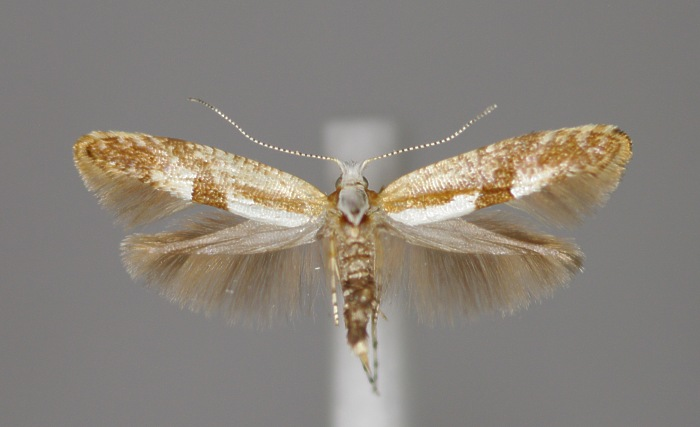
Specimen étalé.